# Федюнин, Алексей Викторович
Алексей Викторович Федюнин (1 февраля 1975) — российский футболист, полузащитник, тренер.

## Биография
Начинал карьеру в любительских командах Мордовии. В 1995 году присоединился к команде «Биохимик» (позднее — «Биохимик-Мордовия»), с которой год спустя начал выступать в профессиональных соревнованиях. Всего в составе клуба провёл 8 сезонов, из них семь — на профессиональном уровне в третьей и второй лигах, сыграл 211 матчей и забил 27 голов в первенствах страны. В 2003 году покинул клуб, затем до конца карьеры играл на любительском уровне.
В начале 2010-х годов начал тренерскую карьеру в любительских командах, а также входил в тренерский штаб женской «Мордовочки». В ходе сезона 2013 года возглавил «Мордовочку», выступавшую в высшем дивизионе, и работал с ней до момента расформирования в конце 2014 года. Из-за плохого финансирования команда не показывала высоких результатов, занимая места в конце таблицы.
С 2015 года работает в Межрегиональном центре подготовки юных футболистов Приволжья, по состоянию на 2019 год тренировал команду 2009 г.р.. Принимает участие в ветеранских соревнованиях.